# Panellus minimus
Panellus minimus är en svampart som först beskrevs av Franz Wilhelm Junghuhn, och fick sitt nu gällande namn av P.R. Johnst. & Moncalvo 2006. Panellus minimus ingår i släktet Panellus och familjen Mycenaceae.   Inga underarter finns listade i Catalogue of Life.